# Filth (Album)
Filth ist das Debütalbum der US-amerikanischen Band Swans. Es erschien 1983 auf dem amerikanischen Label Neutral Records und in Deutschland auf dem Label Zensor.

## Entstehungsgeschichte und Musikstil
Filth erschien nach der ersten EP Swans, von deren Besetzung nur Bandleader Michael Gira und Schlagzeuger Jonathan Kane verblieben waren. Während die EP noch gänzlich dem Stil der No Wave verhaftet war, markierte Filth den Übergang zum Power Rock und Noise-Rock, der die folgenden Veröffentlichungen der Swans dominieren sollte. Der zweite Schlagzeuger Roli Mosimann und Gitarrist Norman Westberg (bis heute ein festes Swans-Mitglied) verhalfen dem Album zu einem percussion- und gitarrenbetonten Sound.
Die Texte thematisieren sich selbst oder anderen zugefügte Gewalt sowie psychische und physische Machtausübung.
Auf späteren CD-Veröffentlichungen von Filth wurde erst die Debüt-EP, später anstelle der EP das aus Live- und Demoaufnahmen bestehende Kompilationsalbum Body to Body, Job to Job als Bonus hinzugefügt.

## Titelliste
1. Stay Here – 5:44
2. Big Strong Boss – 3:07
3. Blackout – 3:49
4. Power for Power – 6:03
5. Freak – 1:15
6. Right Wrong – 4:48
7. Thank You – 3:56
8. Weakling – 5:30
9. Gang – 3:20

## Kritiken
Trotz der bescheinigten musikalischen Originalität war und ist Filth nicht unumstritten:
Ned Ragget vergab auf Allmusic drei von fünf Sternen an das Album:

„Mit jeder halb gebellten, halb gewinselten Textzeile klingt Gira, als würde er seiner Kehle seine Seele entreißen […] zum Schluss hin wird das Ganze etwas zuviel. In kleinen Dosen ist es jedoch großartig, und die frühen Swans sind wahrhaftig anders als vieles auf diesem Planeten, ob davor oder danach.“

Mark Weddle resümierte auf Brainwashed.com angesichts der Wiederveröffentlichung:

„Swans hatten immer das Potenzial für brutale, akustische Attacken, aber besonders diese Ära konzentrierte sich ganz auf einen kompromisslosen, sich in nichts zurücknehmenden Vorschlaghammersound. […] Alles in allem ist es eine große, brutale, intensive, verlangsamte, mutierte Verformung von Punk Rock, die ganz ihre eigene war, zumindest bis alle anfingen sie zu kopieren. […] Es ist ein Stück weit eine Herausforderung es anzuhören […] aber an den Tagen wenn du einen Strafzettel bekommst, deine Steuer machst, deinen Job hasst, deine bessere Hälfte dich verlässt oder du einfach nur alles verab.scheust ... ist dies die Musik zu deinem persönlichen Film.“